# Dzerzjinsk
Dzjerzjinsk (Russisch: Дзержинск), tot 1929 Rastjapino (Растяпино) genoemd, is een stad in de Russische oblast Nizjni Novgorod op ongeveer 367 kilometer ten oosten van Moskou, gelegen aan de rivier de Oka. In 2002 had de stad 261.334 inwoners. De stad is vernoemd naar de Russische bolsjewiek Feliks Edmoendovitsj Dzerzjinski.

## Economie en vervuiling
Dzjerzjinsk is een groot en belangrijk chemisch industrieel centrum. In het verleden was de stad ook een van de belangrijkste locaties waar Rusland zijn chemische wapens fabriceerde. In verband hiermee was de stad voor lange tijd verboden voor buitenlanders.
Volgens een rapport van het Blacksmith Institute uit 2007 behoort Dzerzjinsk tot de tien meest vervuilde steden ter wereld. De oorzaak van de vervuiling is de voormalige productie van chemische wapens, zoals sarin en VX. De levensverwachting voor mannen bedraagt 42 jaar en voor vrouwen 47 jaar.

## Geboren
- Eduard Limonov (1943-2020) politicus
- Irina Voronina (1979), model
- Anastasia Vinnikova (1991), zangeres

Bestuurlijk centrum: Nizjni Novgorod

Arzamas · Balachna · Bogorodsk · Bor · Dzerzjinsk · Gorbatov · Gorodets · Knjaginino · Koelebaki · Kstovo · Loekojanov · Lyskovo · Navasjino · Oeren · Pavlovo · Perevoz · Pervomajsk · Sarov · Semjonov · Sergatsj · Sjachoenja · Tsjkalovsk · Vetloega · Volodarsk · Vorsma · Vyksa · Zavolzje